# Lábatlan kétéltűek
A lábatlan kétéltűek (Gymnophiona) a kétéltűek (Amphibia) osztályába tartozó rend.
Bőrük a legtöbb esetben csupasz, csak ritkán pikkelyes. Végtagjaik teljesen hiányoznak. Csigolyáik száma akár 200 is lehet. Dél-Amerika, Afrika és Dél-Ázsia szubtrópusi és trópusi területein fordulnak elő.

## Rendszerezés
A lábatlan kétéltűek legfrissebb (2011) osztályozása szerint a Gymniophiona rendbe 9 családba sorolt 194 faj tartozik. Az osztályozás szigorúan monofiletikus, a legfrissebb morfológiai és molekuláris bizonyítékokra alapozva, és megoldja a hosszan tartó problémát a Caeciliidae parafiletikusságával, ami a korábbi, kizárólag hasonlóságra alapozó osztályozásokban volt jelen.
A rendhez az alábbi családok tartoznak (taxonómiai sorrendben):
- dél-amerikai gilisztagőtefélék (Rhinatrematidae) – 2 nem, 11 faj; Dél-Amerika
- ázsiai gilisztagőtefélék (Ichthyophiidae) – 3 nem, 50 faj; Ázsia
- afrikai gilisztagőtefélék (Scolecomorphidae) – 2 nem, 9 faj; Afrika
- Herpelidae – 2 nem, 9 faj; Afrika
- féreggőtefélék (Caeciliidae) – 2 nem, 42 faj; Dél- és Közép-Amerika
- vízi gilisztagőtefélék (Typhlonectidae) – 5 nem, 13 faj; Dél-Amerika
- Indotyphlidae – 7 nem, 21 faj; Seychelle-szigetek, India, Afrika
- Siphonopidae – 7 nem, 19 faj; Dél-Amerika
- Dermophiidae – 4 nem, 13 faj; Afrika, Közép- és Dél-Amerika
- Chikilidae – 1 nem, 3 faj; India[3]

A korábban különálló, monogenerikus indiai gilisztagőteféléket (Uraeotyphlidae) az új besorolás az Ichthyophiidae családon belül helyezi el.